# Weer.nl
Weer.nl is een Nederlandstalige website die met behulp van radar en satelliet de actuele neerslag boven Nederland in beeld brengt. Via een weerkaart op de website is de locatie van neerslag en/of onweer die over het land trekt te zien. Daarnaast zendt Weer.nl haar eigen weerberichten uit op de radio- en televisiezenders van Talpa Network, waaronder SBS6 en Radio538. Het verving hiermee onder andere Piets Weerbericht op SBS6.
Weer.nl was oorspronkelijk een platform van MeteoGroup. Talpa kocht dit platform in 2019 over en zette het vanaf 1 januari 2020 in voor de eigen zenders. Hiermee werden de weerberichten voor andere media, zoals Omroep Gelderland, beëindigd, en het team verhuisde van Wageningen naar Hilversum. Sinds 1 april 2020 is de redactie gevestigd in het voormalige NCRV-omroepgebouw in Hilversum.

## Medewerkers
- Amara Onwuka (tot april 2024)
- Britta van Gendt
- Dennis Wilt
- Dorien Bouwman
- Jordi Huirne (tot mei 2025)
- Laura van der Blij (tot januari 2021)
- Reinout van den Born
- Robert de Vries
- Laura Osinga